# Iosif Teodorescu
Iosif Teodorescu, romunski general, * 1885, † 1961.